# كرومي مكاندلس
كرومي مكاندلس (بالإنجليزية: Cromie McCandless)‏ (الولادة 1921 - الوفاة 1992) كان متسابق دراجات نارية. نافس في سباقات بطولة العالم لفئة 500 سي سي ولفئة 250 سي سي ولفئة 125 سي سي ولفئة 50 سي سي. كما شارك في كأس جزيرة مان السياحية. بدأ المنافسة في بطولة العالم سنة 1949. أفضل موسم له كان موسم سنة 1951 عندما جاء في المركز الثالث في بطولة العالم لفئة 125 سي سي.